# Gauss-ekspeditionen
Gauss-ekspedisjonen (1901–1903) var den første tyske polarekspedition til Antarktis. Den blev ledet af den erfarne polarforsker og geologiprofessor Erich von Drygalski. Ekspeditionens formål var at undersøge det antarktiske kontinent syd for Kerguelen.
Ekspeditionsskibet "Gauss" afsejlede fra Kiel sommeren 1901. En lille gruppe blev stationeret ved Kerguelen, mens resten af ekspeditionen fortsatte videre syd over. Drygalski aflagde Heard Island et kort besøg og frambragte den første omfattende videnskabelige undersøgelse af øens geologi, flora og fauna.
Til trods for, at "Gauss" lå indefrosset i isen i 14 måneder, frem til februar 1903, opdagede ekspeditionen nyt land i Antarktis: Keiser Wilhelm II Land med vulkanen Gaussberg.
Ekspeditionen vendte hjem til Kiel i november 1903. Drygalski udgav efterfølgende en beretning om rejsen og offentliggjorde 20 bind med videnskabelige resultater.